# Японский эублефар
Японский эублефар (лат. Goniurosaurus kuroiwae) — вид ящериц из семейства Eublepharidae. Эндемик Японии. Редкое животное.

## Описание

### Внешний вид
Длина тела до с хвостом 12—14 см. Тело шоколадно-коричневое с красноватыми или оранжевыми поперечными и продольными полосами.

### Распространение
Обитает на островах Рюкю (юг Японии).

## Подвиды
Выделяют три подвида, различающихся рисунком на теле:
- Goniurosaurus kuroiwae orientalis Maki, 1931 — обитает на островах Тонаки и Окинава в Восточно-Китайском море.
- Goniurosaurus kuroiwae splendens Nakamura et Ueno, 1959 на острове Токиносима.
- Goniurosaurus kuroiwae kuroiwae Namaque, 1912 — на остальных островах Рюкю.

## Охрана
В Японии все подвиды под охраной закона. Отлов и вывоз производятся только по специальному разрешению.